# 손인춘
손인춘(孫仁春, 1959년 5월 13일 ~ )은 새누리당의 비례대표 국회의원이었다.

## 경력
- 2025.05~2025.06: 제21대 대통령 선거 국민의힘 김문수 대통령 후보 여성가족총괄위원회 수석부본부장
- 2023.04 ~ 2024.04: 국민의힘 중앙여성위원장
- 2022.01 ~ 2022.03: 국민의힘 제20대 대통령 선거 윤석열 대통령 후보 직속 총괄특보단 여성특보
- 2021.12 ~ 2022.01: 국민의힘 선거대책위원회 대통령 후보 직속 특보단 여성특보
- 2021.12 ~ 여군전우회 회장
- 2021.08 ~ 2021.11 : 국민의힘 윤석열 제20대 대통령 선거 예비후보 국민캠프 조직본부 여성특보
- 2019.6 ~ 2019.9 : 자유한국당 2020 경제대전환 위원회 경쟁력 강화 분과위원
- 2019.3 ~ 2019.5 : 자유한국당 文정권 경제실정백서특별위원회 위원
- 2019.3 ~ 2019.5 : 자유한국당 당대표 특별보좌역
- 2017.1 ~ : 인성바이오 대표이사
- 한국씨니어연합 이사
- 2016.5 ~ 2019.6 : 한국씨니어연합 회장
- 2016.4 : 여성행복시대 회장
- 2016.2 ~ : 대한민국국가조찬기도회 이사
- 2015.12 ~ 2016.5 : 제19대 국회 여성가족위원회 위원
- 2015.9 : 새누리당 중앙여성위원회 수석부위원장
- 2014.9 ~ 2015.5 : 새누리당 광명을 당원협의회 위원장
- 2014.9 ~ 2015.7 : 민·관·군 병영문화혁신위원회 자문위원
- 2014.8 ~ 2015.7 : 새누리당 제3사무부총장
- 2014.5 ~ 2014.8 : 새누리당 원내부대표
- 2013 : 한국혈액암협회 이사
- 2013 : 행복의 나무 고문
- 2012.7~ 2012.12 : 제19대 국회 운영위원회 위원
- 2012.7 ~ 2015.5 : 제19대 국회 국방위원회 위원
- 2012.9 ~ 2015.5 : 새누리당 경기도당 광명을 당원협의회 운영위원장
- 2012.5 ~ 2016.5 : 제19대 국회의원 (비례대표/새누리당)
- 2012 : 국가브랜드위원회 자문위원
- 대한민국 예비역 부사관 총연합회 수석 부회장
- 숙명여자대학교 사회과학대학 언론정보학부 겸임교수
- 내일을여는멋진여성 자문위원
- 한국여성경제인협회 이사
- 전주 인성장애인성폭력상담소 고문
- 한국퇴역여군회 회장
- 2011.4 ~ 2012.10 : 한국씨니어연합 회장
- 2011.1 : 인구보건복지협회 이사
- 2011 : 한중여성교류협회 부회장
- 2007 : 한국기독실업인회 이사
- 2007 : 세계한민족여성재단 이사
- 2005 : 평통여성장학재단 이사
- 1996 ~ 2007 : 한국퇴역여군회 부회장
- 1995 : 신망원 재단이사
- 인성내츄럴 사장
- 코리아비바 사장

## 역대 선거 결과
| 실시년도 | 선거  | 대수 | 직책     | 선거구        | 정당     | 득표수      | 득표율         | 순위 | 당락 | 비고 |
| -------- | ----- | ---- | -------- | ------------- | -------- | ----------- | -------------- | ---- | ---- | ---- |
| 2012년   | 총선  | 19대 | 국회의원 | 비례대표 21번 | 새누리당 | 9,130,651표 | \| \| 42.8% \| | -    |      | 초선 |
|          | 42.8% |      |          |               |          |             |                |      |      |      |